# Radboud-Universität Nijmegen
Die Radboud-Universität Nijmegen (niederländisch Radboud Universiteit Nijmegen, kurz RU) ist eine forschungsorientierte Universität in den Niederlanden. Die Universität wurde im Jahre 1923 in Nijmegen gegründet und hieß bis zum 1. September 2004 Katholieke Universiteit Nijmegen (KUN). An sieben Fakultäten studieren ca. 22.000 Studenten. Mit der Universität verbunden ist das Universitätsklinikum Radboudumc.

## Geschichte

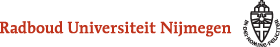

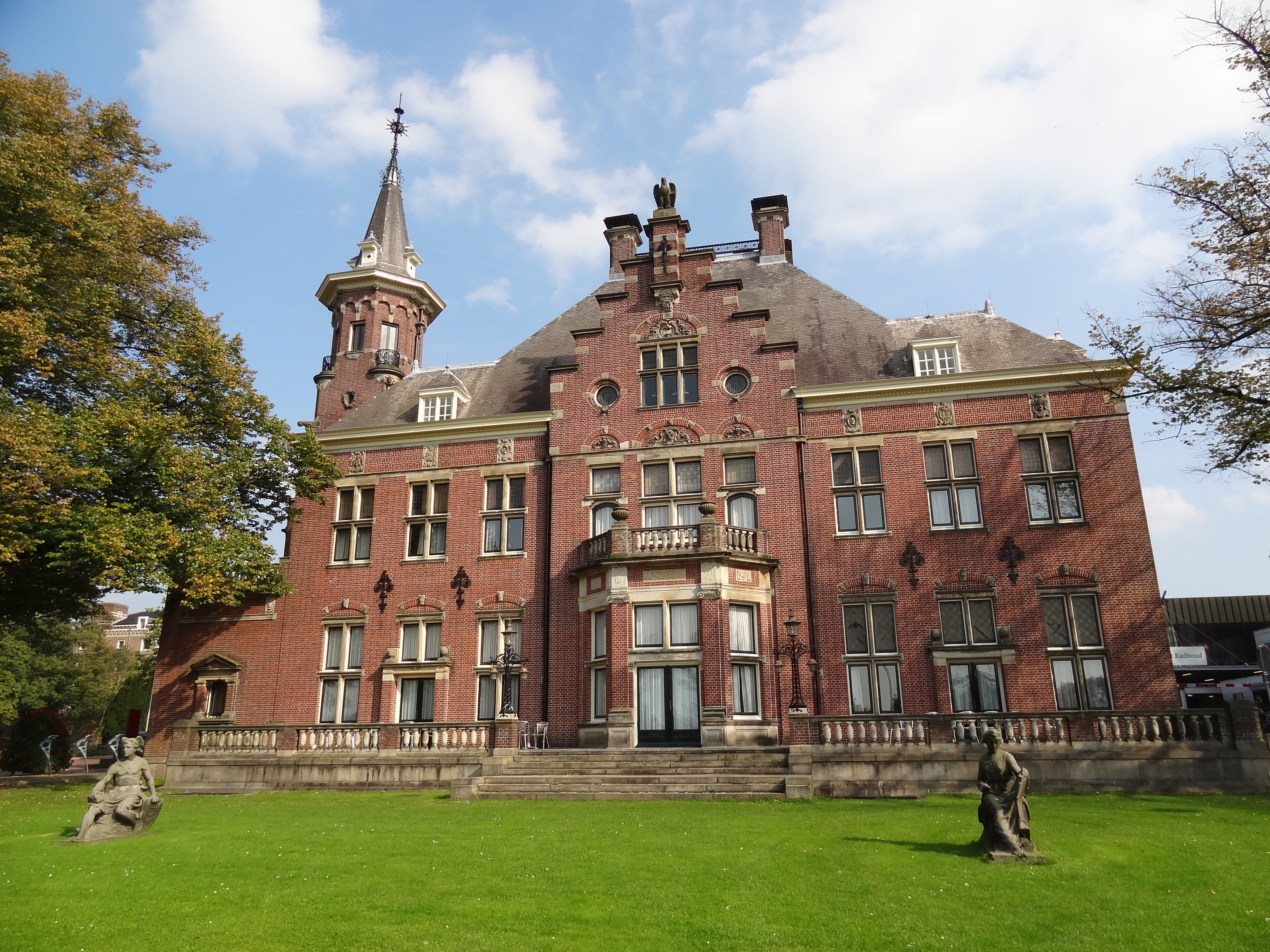
Huize Heyendael, heute Hauptsitz der Universität

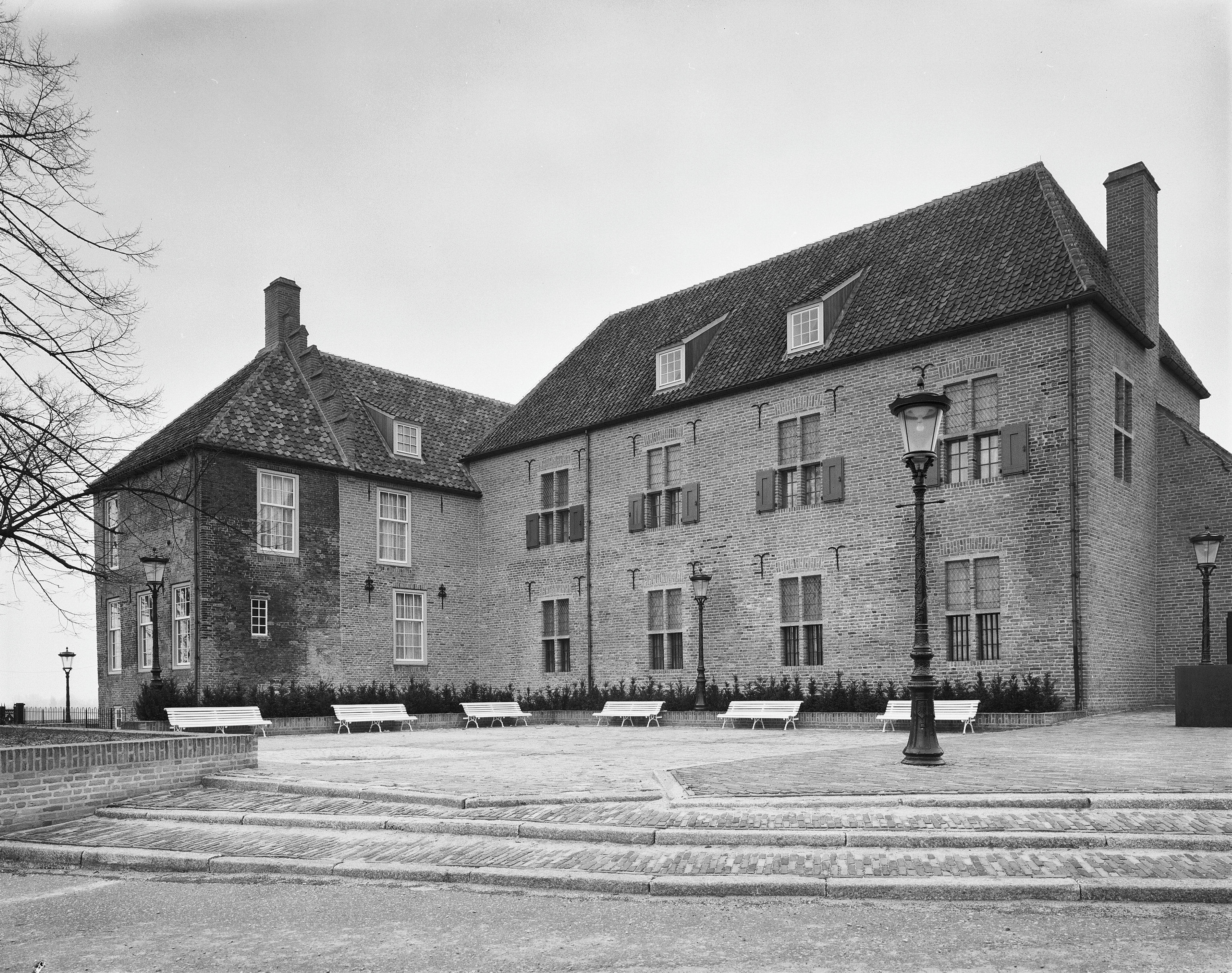
Die Commanderie van Sint Jan, Sitz der ersten Kwartierlijke Academie Nijmegen

1655 war in Nijmegen eine frühere Universität unter dem Namen Kwartierlijke Academie Nijmegen gegründet worden, deren Existenz jedoch aufgrund ungünstiger Ereignisse auf einen kurzen Zeitraum beschränkt blieb. 1665 wurde die Stadt und damit auch die Universität von der Pest heimgesucht, 1672 folgte die Besetzung Nijmegens durch französische Truppen. Die Universität wurde schließlich 1679 wegen Geldmangels geschlossen, nachdem sie mit Gerhard Noodt ihren letzten Professor verloren hatte.
Am 17. Oktober 1923 fand unter dem Namen Katholieke Universiteit Nijmegen die Neugründung statt. Gründungsrektor war der Altphilologe, Linguist und Kulturanthropologe Joseph Charles François Hubert Schrijnen (1869–1938).
Während des Zweiten Weltkriegs litt die Universität stark: Am 22. Februar 1944 wurde fast die gesamte Innenstadt Nijmegens durch irrtümliches alliiertes Bombardement fast vollständig zerstört darunter auch viele Gebäude der Universität. Da der damalige Rektor Bernardus Hubertus Dominicus Hermesdorf sich (als einziger Rektor einer niederländischen Universität) gegenüber der deutschen Besatzungsmacht weigerte, alle Studenten eine Loyalitätserklärung unterschreiben zu lassen, wurde im April 1943 die Schließung erzwungen.
Nach dem Krieg wurde das ehemalige Landgut Heyendaal im Süden der Stadt erworben, um einen neuen Campus zu errichten. Als erste Fakultät zog 1951 die Medizinische Fakultät auf das neue Gelände. Im Jahr 2004 erfolgte die Umbenennung nach dem ehemaligen Bischof Radbod von Utrecht. Es folgen Jahre des Wachstums und der Bau vieler neuer Fakultäts- und Forschungseinrichtungen. Im Jahr 2013 feierte die Universität ihr neunzigjähriges Bestehen. Im Zuge der Feierlichkeiten wurde u. a. Bundeskanzlerin Angela Merkel die Ehrendoktorwürde verliehen „aufgrund ihrer internationalen gesellschaftlichen Verdienste, ihres Einsatzes für Europa und wegen ihres Engagements für die Wissenschaft“.

### Entzug der kirchlichen Anerkennung der Katholisch-Theologischen Fakultät
Die Kongregation für das Katholische Bildungswesen entzog der Katholisch-Theologischen Fakultät im Jahr 2006 das Recht, kanonische (das heißt: von der Römischen Kurie anerkannte) Titel zu verleihen. Begründet wird dieser Beschluss damit, dass die katholische Fakultät seit 1980 der Forderung der Römischen Kurie nach einer Anpassung ihrer Satzung an kirchliche Richtlinien nicht nachgekommen sei. Im Kirchenrecht sei festgelegt, dass jede Ernennung eines Theologieprofessors der Zustimmung der kirchlichen Behörde bedürfe. Diese Pflicht hatte die Universität als Einschränkung ihrer akademischen Freiheit betrachtet. Der Entzug der kirchlichen Anerkennung hatte zur Folge, dass an der Universität ausgebildete Theologen nicht mehr katholische Priester oder Pastoralreferenten werden können. Als einzige anerkannte akademische Priesterausbildung in den Niederlanden verblieb die Fakultät für Theologie und Religion – Universität Tilburg.

### Wappen
Das Wappen wurde zur Zeit der Gründung entworfen von der Goldschmiedewerkstatt der Familie Brom aus Utrecht. Der untere Teil stellt das Wappen der katholischen Kirche in den Niederlanden dar; die Taube darüber ist das Symbol des Heiligen Geists. Der Schild wird gekrönt von der Krone Karls des Großen. Umrundet wird das Wappen vom Wahlspruch In Dei Nomine Feliciter, der dem heiligen Willibrord zugeschrieben wird.

## Infrastruktur und Organisation

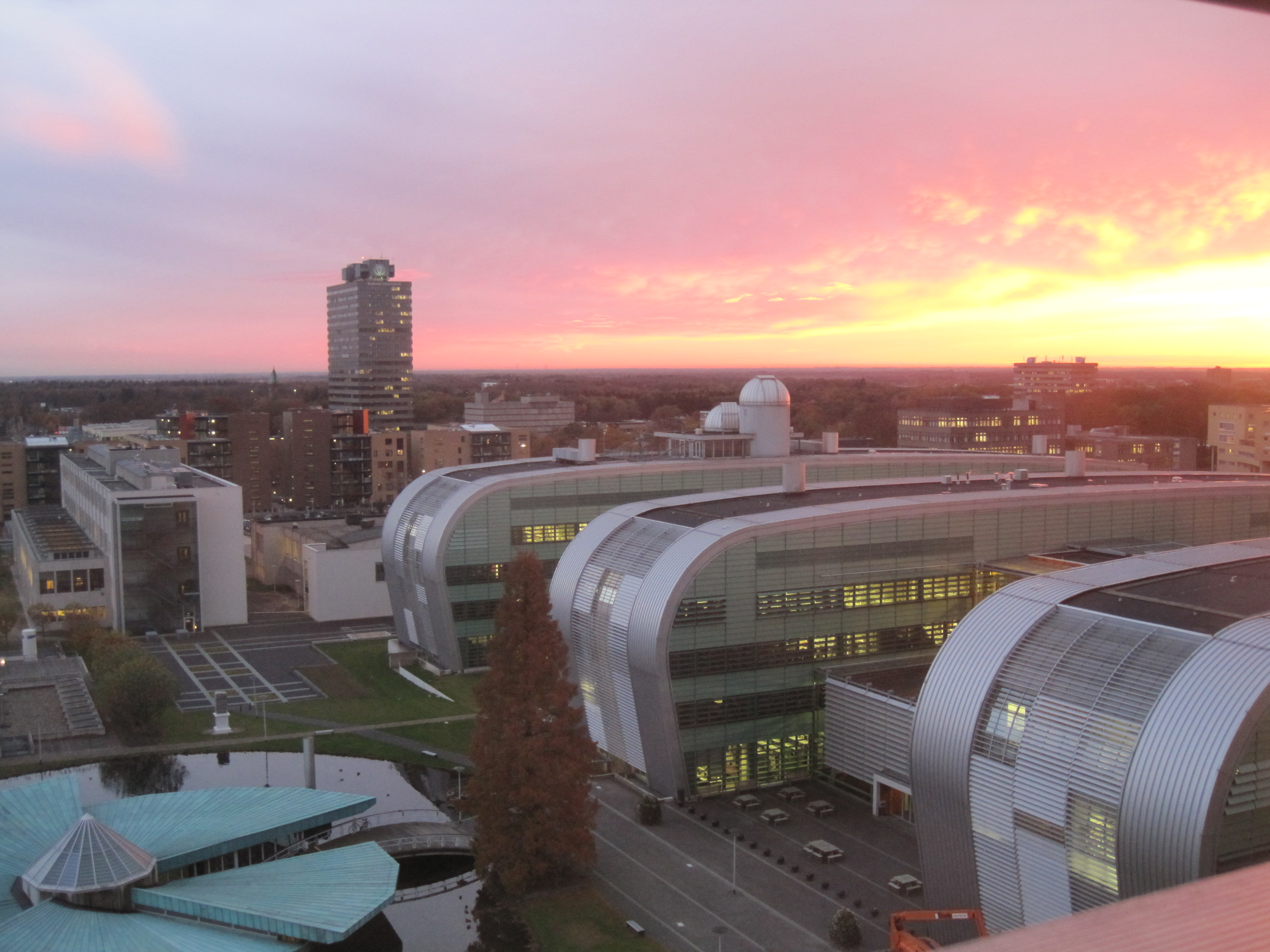
RU Science Park

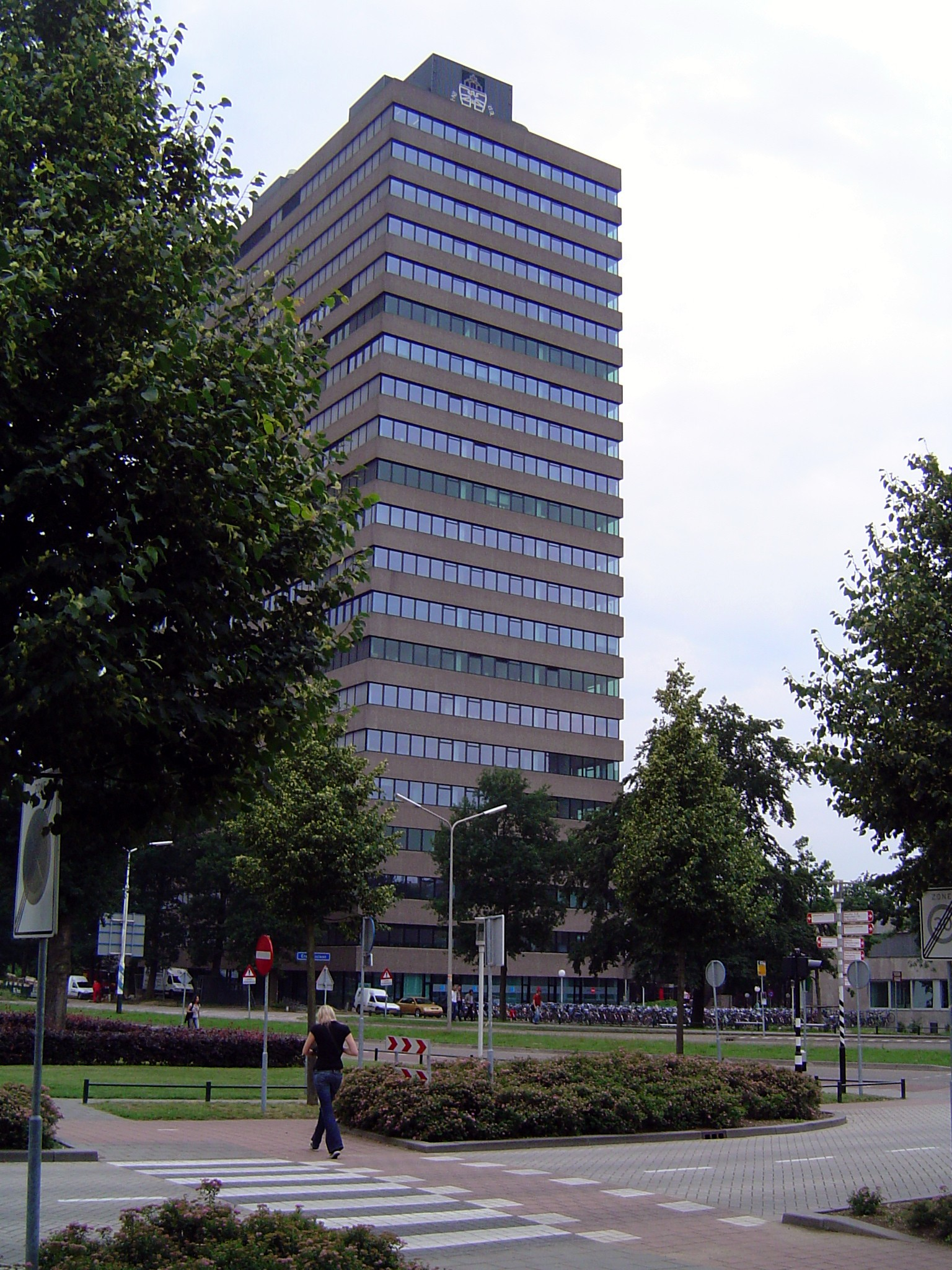
Erasmusgebäude der Fakultät für Geisteswissenschaften

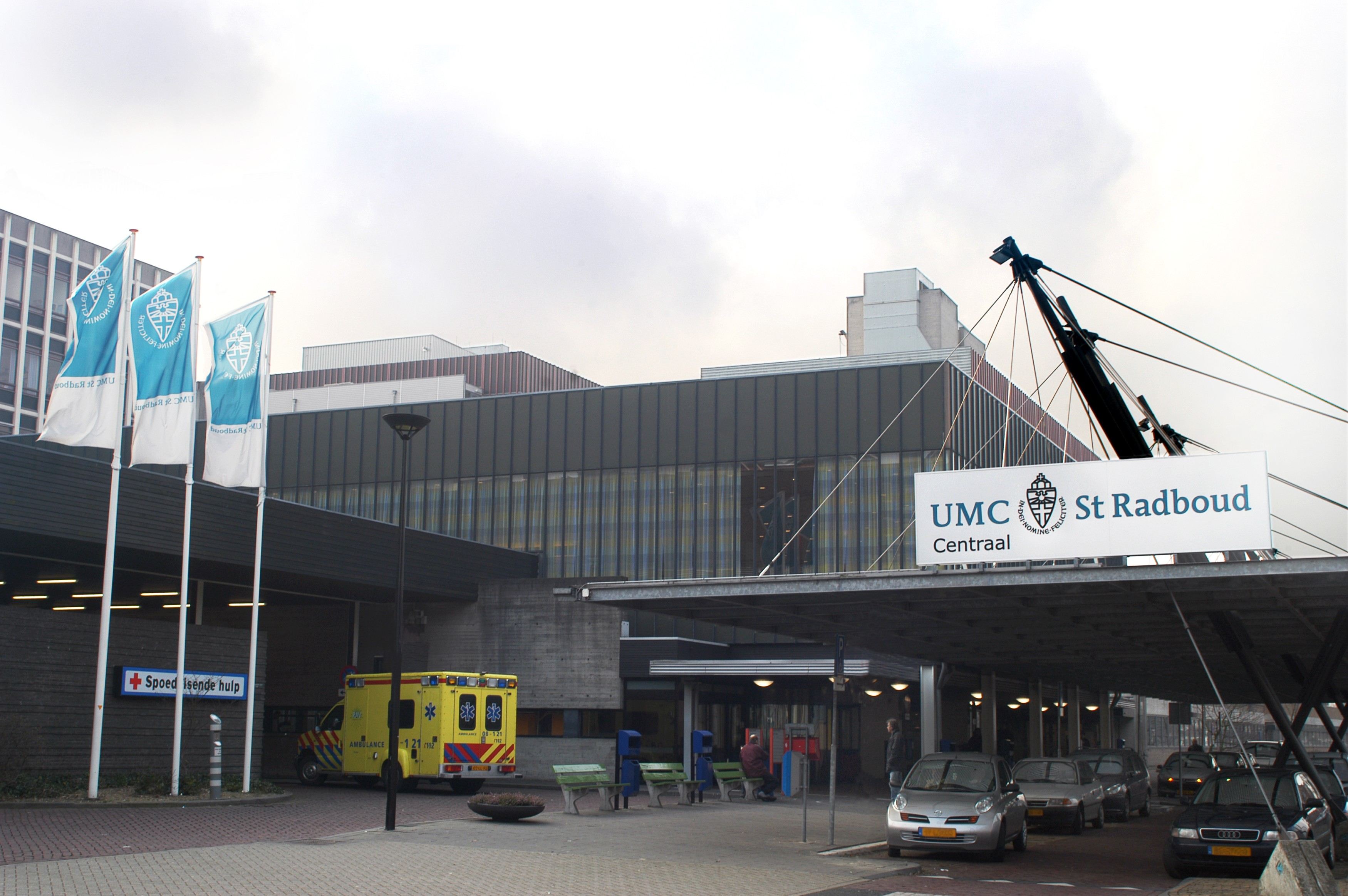
Haupteingang des Universitätsklinikums

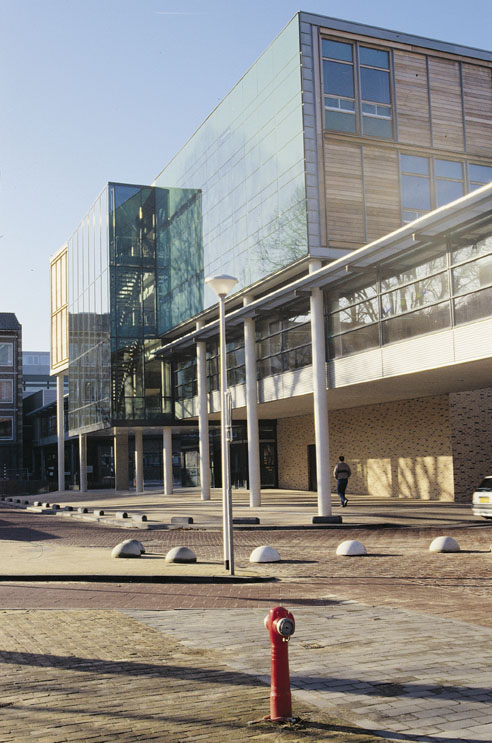
Fakultätsbibliothek der Medizinischen Fakultät

Das Universitätsgelände befindet sich im Stadtteil Heyendaal. Die Universität und das Universitätsklinikum („Radboudumc“) haben etwa 10.000 Mitarbeiter und rund 19.000 Studenten.

### Fakultäten
107 Studiengänge (40 Bachelor- und 67 Masterstudiengänge) werden an sieben Fakultäten unterrichtet:
- Fakultät für Philosophie, Theologie und Religionswissenschaften
- Fakultät für Geisteswissenschaften
- Fakultät für Managementwissenschaften
- Fakultät für Naturwissenschaften, Mathematik und Informatik
- Fakultät für Rechtswissenschaften
- Fakultät für Sozialwissenschaften
- Fakultät für Medizin (mit Universitätsklinik)

### Forschungsinstitute
Den Fakultäten sind folgende Forschungsinstitute untergeordnet:
- Research Institute for Philosophy, Theology and Religious Studies
- Institute for Historical, Literary and Cultural Studies
- Research Centres of the Faculty of Law
- Institute for Management Research
- Radboud Social Cultural Research
- Centre for Language Studies
- Behavioural Science Institute
- Donders Institute for Brain, Cognition and Behaviour
- Radboud Institute for Molecular Life Science
- Radboud Institute for Health Sciences
- Institute for Water and Wetland Research
- Institute for Molecules and Materials
- Institute for Mathematics, Astrophysics and Particle Physics
- Institute for Computing and Information Sciences

Außerdem befindet sich auf dem Campus das Max-Planck-Institut für Psycholinguistik, eines der wenigen Institute der Max-Planck-Gesellschaft außerhalb Deutschlands.
Der Radboud Universiteit angeschlossen ist das gemeinsam mit der Sint-Willibrordsabdij in Doetinchem betriebene Benedictine Centre for Liturgical Studies (BCL).

## Reputation
Laut des CHE Hochschulrankings, veröffentlicht durch die Zeitung Die Zeit, wird die RU Nijmegen in den Kategorien „Studiensituation insgesamt“, „Betreuung“ und „Zitationen per Publikation“, für einige Studiengänge, darunter zum Beispiel Biologie, Chemie, Humanmedizin und Psychologie, der Spitzengruppe der untersuchten europäischen Universitäten zugeordnet. Im weltweiten QS World University Ranking belegt die RU Nijmegen Platz 138 (2011).
Die Nimweger Wissenschaftler Anne Cutler (1999), Henk Barendregt (2002), Peter Hagoort (2005), Theo Rasing (2008), Heino Falcke (2011), Mike Jetten (2012) und Mikhail Katsnelson (2013) wurden mit dem Spinoza-Preis ausgezeichnet. Professor Sir Andre Geim und der ehemalige Doktorand Sir Konstantin Novoselov gewannen 2010 den Nobelpreis für Physik.

## Bekannte Professoren und Absolventen
- Dries van Agt (1931–2024), Ministerpräsident 1977 bis 1982
- Louis Beel (1902–1977), Ministerpräsident 1946 bis 1948 und 1958 bis 1959
- Titus Brandsma (1881–1942), Karmelit, Priester, Philosophieprofessor und Märtyrer (Seligsprechung 1985)
- Jo Cals (1914–1971), Ministerpräsident 1965 bis 1966
- Marijn Dekkers (* 1957), ehemaliger CEO der Bayer AG
- Nick Enfield (* 1966), Ethnolinguist
- Heino Falcke (* 1966), Astrophysiker
- Andre Geim (* 1958), Physiker und Nobelpreisträger (2010)
- Thom de Graaf (* 1957), stellvertretender Ministerpräsident 2003 bis 2005
- Moritz Helmstaedter, seit 2016 außerordentlicher Professor für Neuronal Networks, Mitbegründer der Konnektomik
- Bernard Hermesdorf (1894–1978), katholisch inspirierter Rechts- sowie Kulturhistoriker und Professor. Sohn des Malers Frans Hermesdorf.
- Agnes Kant (* 1969), Epidemiologin und Gesundheitspolitikerin
- Gerd Leers (* 1951), Politiker
- Victor Marijnen (1917–1975), Ministerpräsident 1963 bis 1965
- Hans van Mierlo (1931–2010), Mitbegründer der linksliberalen Partei Democraten 66 (D66)
- Konstantin Novoselov (* 1974), Physiker und Nobelpreisträger (2010)
- Mark Retera (* 1964), Autor und Artist
- Edward Schillebeeckx OP, (1914–2009), Theologe (Dogmatiker)
- Adrianus Kardinal Simonis (1931–2020), Erzbischof von Utrecht
- Rita Verdonk (* 1955), Ministerin für Integration und Einwanderung 2003 bis 2006
- Daniel Wagner (* 1983), Psychologe

## Verkehrsanbindung
In der Nähe der Universität befindet sich der Bahnhof Nijmegen Heyendaal an der Bahnstrecke Nijmegen–Venlo.